# Hypnum radiatum
Hypnum radiatum är en bladmossart som beskrevs av Schwaegrichen 1816. Hypnum radiatum ingår i släktet flätmossor, och familjen Hypnaceae. Inga underarter finns listade i Catalogue of Life.